# EnhanceIO
EnhanceIOは、Linuxカーネル用のディスク・キャッシュ・モジュールである。その目標は高速だが比較的小容量のSSDを用いて、大容量だが遅いHDDの性能を向上させることにある。

## 概要
EnhanceIOはディスク性能を向上させるために、キャッシュとしてSSDまたはその他の高速ディスク・デバイスを、別のブロック・デバイス(HDDなど)に追加することを可能にする。これは当初、Facebookの(似た様な)Flashcacheモジュールに基づいていた。Flashcacheや他のキャッシング・ソリューションとは異なり、Linuxデバイス・マッパーを使わない。これは再フォーマットあるいはアンマウントしたりすることなく、新規ブロック・デバイスを作成せず既存ディスクにキャッシュを追加できることを意味する。これは既存システムにキャッシュを追加することを簡便化する。

## 歴史
EnhanceIOはSSD製品に特化した企業、sTec Inc.によって2011年に商業製品として初めて発表された。2012年後半、sTecはGitHub上にLinuxモジュール用のコードを公開した。その後すぐにLinuxカーネルのメーリング・リストに提出されたが、メイン・カーネルにマージ(統合)されることはなかった。
2013年、ウエスタン・デジタルはsTec Incを買収した。彼らは単に自らのHGSTブランドでEnhanceIO製品を提供した。しかしながら、事業は直ちに廃止され、(カーネル)モジュールの保守が休止された。
事業が放棄されたが故に、最新カーネル上でEnhanceIOを(正常に)作動させるための多少のパッチが当てられた数件のフォークが作成された。2017年時点では、lanconnected版フォークが最も活発になっているようである。